# Chelonodon dapsilis
Chelonodon dapsilis е вид лъчеперка от семейство Tetraodontidae.

## Разпространение
Видът е разпространен в Австралия.